# Henry Deutsch de la Meurthe

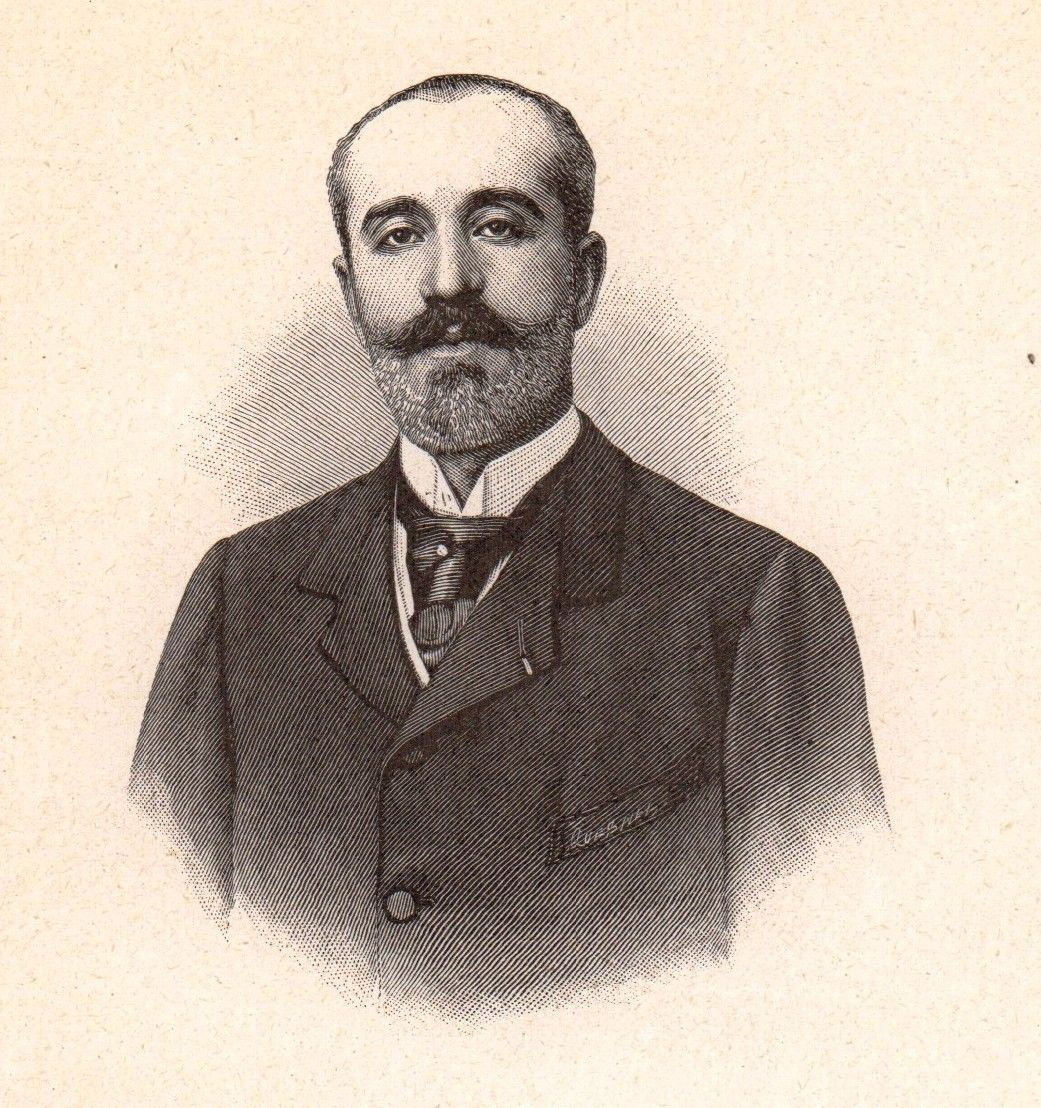
Henri Deutsch de la Meurthe

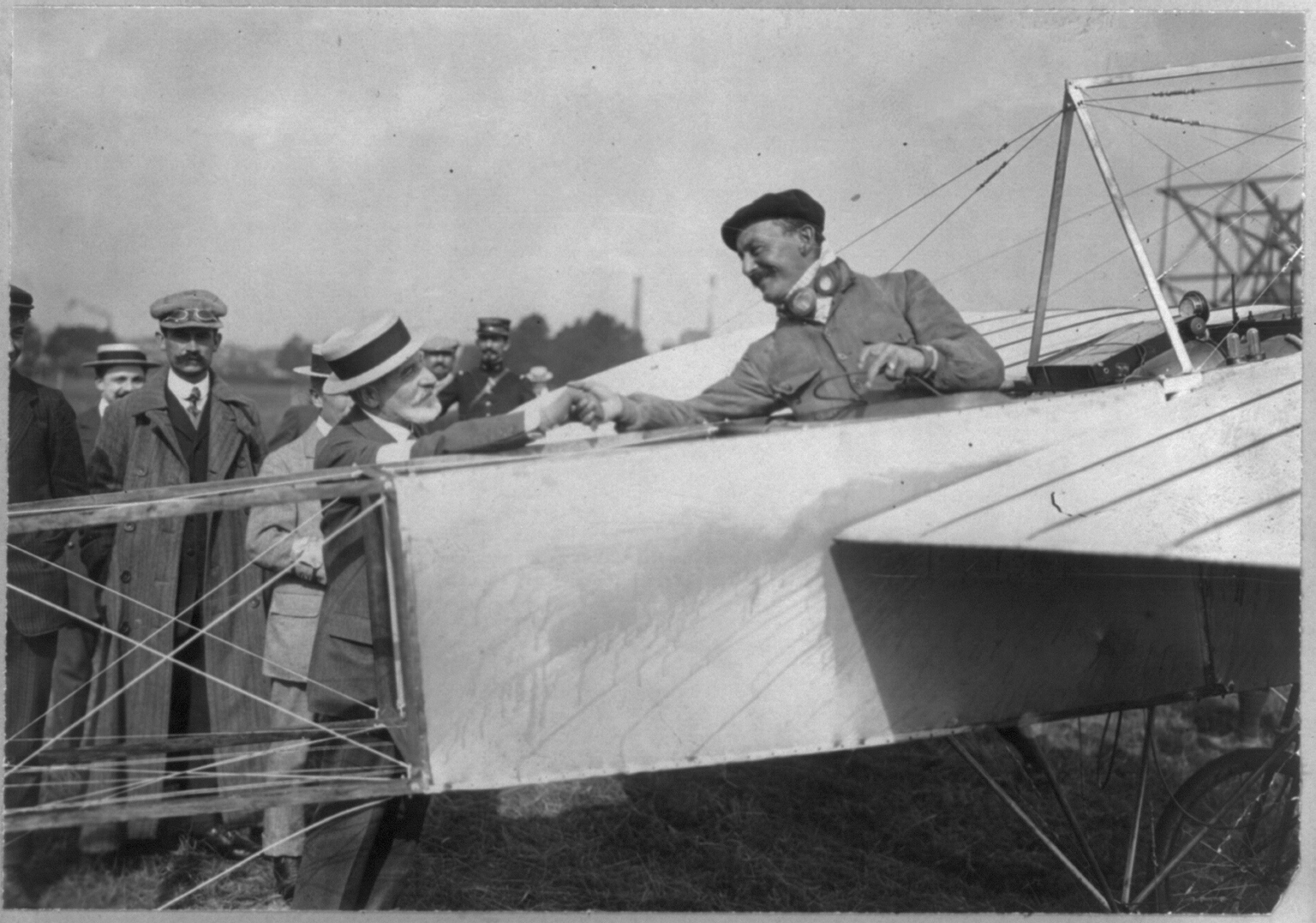
Henry Deutsch de la Meurthe gratuliert Alfred Leblanc zu seinem Flug in einer Blériot XI in Nancy

Henry Deutsch de la Meurthe (* 25. September 1846 in La Villette (Paris); † 24. November 1919 in Ecquevilly, Département Yvelines), geboren als Salomon Henry Deutsch, war ein französischer Industrieller und Mäzen.

## Familie
Henry Deutsch de la Meurthe wurde 1846 als Sohn des jüdischen Kaufmanns Alexandre Deutsch (* 1815 in Lothringen) geboren, der in Pantin eine Erdölraffinerie einrichtete und damit den Grundstein für das zukünftige Firmenimperium legte. Henry und sein jüngerer Bruder Émile nahmen den Namenszusatz de la Meurthe an, zur Erinnerung an die Herkunft ihrer Vorfahren aus dem Gebiet der Meurthe. Henry Deutsch de la Meurthe und seine Frau Marguerite Ida Caroline Raba (1854–1941) hatten eine Tochter, Suzanne Deutsch de La Meurthe (1892–1937), die als Mäzenin bekannt wurde.

## Leben
Ab 1877 führte Henry Deutsch de la Meurthe zusammen mit seinem Bruder Émile das väterliche Unternehmen, das zunächst A. Deutsch et ses Fils und später Les Fils de A. Deutsch hieß. Sie entwickelten einen Ölkonzern, der Raffinerien in Frankreich, Spanien und Österreich-Ungarn besaß. Nach dem Tod Henrys brachte Émile die Firma 1922 in ein Gemeinschaftsunternehmen mit der Royal Dutch Shell ein, die neu geschaffene Firma hieß Société des Pétroles Jupiter.
Henry Deutsch de la Meurthe war 1895 zusammen mit Albert de Dion einer der Gründer des Automobile Club de France. Sein besonderes Interesse galt Luftschiffen und Motorflugzeugen. 1898 gehörte er zu den Mitbegründern des Aéro-Club de France. Er setzte mehrere Preise für besondere Leistungen aus, so im Jahr 1900 den Deutsch-Preis von 100.000 Franc für den ersten Flug eines „Luftfahrzeugs leichter als Luft“ (Luftschiff) zwischen Saint-Cloud und dem Eiffel-Turm in weniger als 30 Minuten. 1904 lobte er zusammen mit Ernest Archdeacon den Luftfahrtpreis Grand Prix d’Aviation für „Luftfahrzeuge schwerer als Luft“ aus. Er beauftragte auch die Konstruktion der Luftschiffe Ville de Paris (1903) und Ville de Paris (1906).
1910 stiftete er 500.000 Franc zur Gründung des Institut aérotechnique.
Am 20. Mai 1911 wurde Deutsch bei einem Flugunfall eines Eindeckers, geflogen von Louis Émile Train, auf dem Flugfeld von Issy-les-Moulineaux verletzt. Er war Ehrengast beim „Course aérienne Paris-Madrid 1911“, einem Flugwettbewerb von Paris nach Madrid. Beim Unfall kam es zum Einsturz der Ehrentribüne, der zu einem komplizierten Bruch eines Beines von Premierminister Ernest Monis und zum Tod von Kriegsminister Maurice Berteaux am folgenden Tag führte.
Im selben Jahr übernahm Henry Deutsch de la Meurthe den Flugzeughersteller Nieuport und benannte ihn in Société Anonyme des Établissements Nieuport um. Als erfolgreichste Entwürfe der Firma gelten die Nieuport 11 und die Nieuport 17. Später fusionierte das Unternehmen mit Astra, einem Ballonhersteller, zu Nieuport-Astra.
Henry Deutsch de la Meurthe betätigte sich auch als Komponist und schuf unter anderem die Oper Icare (1911).
Er starb am 24. November 1919 auf Château de Romainville in Ecquevilly, Département Yvelines.

## Ehrungen
- Ritter der Ehrenlegion, ab 1912 Kommandeur der Ehrenlegion
- Komtur des Franz-Joseph-Ordens
- Komtur des Orden de Isabel la Católica